# Цимсен, Алексей Васильевич
Алексей Васильевич Цимсен (1832—1889) — российский государственный деятель, тайный советник (12.12.1876), управляющий Государственным банком в 1881—1889 годах.

## Биография
Алексей Цимсен родился 1832 году; происходил из обрусевшей немецкой фамилии. Образование получил в 3-й Петербургской гимназии (1848; золотая медаль) и на юридическом факультете Санкт-Петербургского университета (1852). Поступил на государственную службу в Петербургскую казённую палату, из которой был в 1855 году переведён в Общую канцелярию министерства финансов, а в 1859 году назначен учёным секретарем Учёного комитета при том же министерстве.
Большая часть его служебной деятельности протекла в Особой канцелярии по кредитной части, куда он перешёл в 1862 году. Здесь он последовательно занимал должности: начальника отделения, вице-директора (с 1868) и директора (с 1873). В 1869 году произведён в действительные статские советники, а в 1876-м — в тайные советники. Находясь во главе Особой канцелярии по кредитной части, принимал непосредственное участие в операциях всех государственных займов, а также близко соприкасался с деятельностью Государственного банка. Также под его контролем началось строительство здания Московской конторы Государственного банка.
Поэтому министр финансов Н. Х. Бунге выбрал Цимсена в преемники Е. И. Ламанскому, когда тот в 1881 году оставил пост управляющего.

Он был не только энергичным и трудолюбивым управляющим Банком, хорошо ознакомленным с трудным механизмом его операций, но и близким постоянным советником министра Финансов. Во всех происходивших у последнего совещаниях, а также в заседаниях разных кредитных установлений Цимсен принимал деятельное участие.
Шесть последних лет своей жизни Цимсен страдал пороком сердца, от которого скоропостижно скончался 30 января (11 февраля) 1889 года в Петербурге и был похоронен на Смоленском лютеранском кладбище.

## Награды
- Орден Святого Станислава 1-й степени (1871)
- Орден Святой Анны 1-й степени (1873)
- Орден Святого Владимира 2-й степени (1882)
- Орден Белого орла (1883)
- Орден Святого Александра Невского (06.06.1886)

Иностранные: 
- Черногорский орден князя Даниила I 1-й степени (1883)